# Armas y opio
Armas y opio es un EP lanzado por Cadena Perpetua grabado en 2012. Contiene 4 canciones inéditas.

## Lista de temas
1. "Si no me ves"
2. "Sórdido"
3. "Buscándote"
4. "Everybody Knows"

## Ficha técnica
- Hernan Valente: Voz y guitarra
- Eduardo Graziadei: Bajo y coros (voz principal en "Buscándote")
- Damian Biscotti: Batería.

- Datos: Q16488804